# Café de Colombia-Colombia es Pasión/Saison 2010
Dieser Artikel listet Erfolge und Mannschaft des Radsportteams Café de Colombia-Colombia es Pasión in der Saison 2010 auf.

## = Erfolge beim UCI World Calendar
Bei den Rennen des UCI World Calendar im Jahr 2010 gelangen dem Team nachstehende Erfolge.
| Datum       | Rennen                          | Kat. | Fahrer              |
| ----------- | ------------------------------- | ---- | ------------------- |
| 1. Mai      | 4. Etappe Vuelta a Asturias     | 2.1  | Fabio Duarte        |
| 12. Juni    | 4. Etappe Circuito Montañés     | 2.2  | Fabio Duarte        |
| 8.–15. Juni | Gesamtwertung Circuito Montañés | 2.2  | Fabio Duarte        |
| 5. August   | 5. Etappe Vuelta a Colombia     | 2.2  | Fabio Duarte        |
| 6. August   | 6. Etappe Vuelta a Colombia     | 2.2  | Luis Felipe Laverde |
| 13. August  | 12. Etappe Vuelta a Colombia    | 2.2  | Fabio Duarte        |

### Zugänge – Abgänge
| Zugänge           | Team 2009                 | Abgänge                     | Team 2010                        |
| ----------------- | ------------------------- | --------------------------- | -------------------------------- |
| Nairo Quintana    | Boyacà es Para Vivirla    | Jairo Salas                 | GW Shimano-Chec-Edeq-Envía       |
| Óscar Sánchez     | Colombia es Pasión (2007) | Sergio Henao                | Ind Ant-Idea-Fla-Lot De Medellín |
| Víctor Hugo Peña  | Rock Racing               | Alejandro Ramírez           | Ind Ant-Idea-Fla-Lot De Medellín |
| Óscar Álvarez     | UNE-EPM                   | Wilson Marentes             | Néctar de Cundinamarca           |
| Esteban Cháves    | Neoprofi                  | Fabio Gordillo              | Unbekannt                        |
| Carlos Ibáñez     | Neoprofi                  | William Rodríguez           | Unbekannt                        |
| Jhon Martínez     | Neoprofi                  | Carlos Ibáñez (bis 31.07.)  | Unbekannt                        |
| Dalivier Ospina   | Neoprofi                  | Darwin Pantoja (bis 31.07.) | Unbekannt                        |
| Sebastián Salazar | Neoprofi                  |                             |                                  |

### Mannschaft
| Name                | Geburtstag         | Nationalität |
| ------------------- | ------------------ | ------------ |
| Óscar Álvarez       | 9. Dezember 1977   | Kolumbien    |
| Fader Ardila        | 8. Juni 1984       | Kolumbien    |
| Darwin Atapuma      | 15. Januar 1988    | Kolumbien    |
| Alex Caño           | 13. März 1983      | Kolumbien    |
| Robinson Chalapud   | 8. März 1984       | Kolumbien    |
| Esteban Cháves      | 17. Januar 1990    | Kolumbien    |
| Fabio Duarte        | 11. Juni 1986      | Kolumbien    |
| Juan Pablo Forero   | 3. August 1983     | Kolumbien    |
| Luis Felipe Laverde | 6. Juli 1979       | Kolumbien    |
| Carlos Martínez     | 7. Juli 1988       | Kolumbien    |
| Jhon Martínez       | 13. Mai 1983       | Kolumbien    |
| William Muñoz       | 20. April 1984     | Kolumbien    |
| Dalivier Ospina     | 9. Oktober 1985    | Kolumbien    |
| Jarlinson Pantano   | 19. November 1988  | Kolumbien    |
| Víctor Hugo Peña    | 10. Juli 1974      | Kolumbien    |
| Nairo Quintana      | 4. Februar 1990    | Kolumbien    |
| Sebastián Salazar   | 23. Januar 1990    | Kolumbien    |
| Óscar Sánchez       | 14. Mai 1985       | Kolumbien    |
| Camilo Suárez       | 18. September 1988 | Kolumbien    |